# Китакюшу
Китакюшу е град в югозападна Япония в префектура Фукуока. Населението му е 945 595 жители (по приблизителна оценка от октомври 2018 г.). Площта му е 486,81 кв. км. Средната гъстота на населението е 2063 жители (по приблизителна оценка от октомври 2018 г.), на кв. км. Разполага с летище, жп и фериботни гари.

## Побратимени градове
- Далиен
- Инчхън
- Ипатинга
- Норфолк (Вирджиния)
- Такоума